# Jan Haring (matroos)

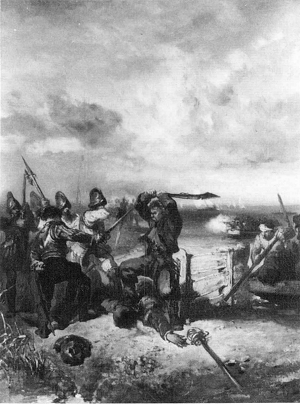
Fantasie afbeelding uit 1853 met een voorstelling van de gebeurtenis van Jan Haring op de Diemerzeedijk, door Charles Rochussen

Jan Haring was een Hoornse matroos bij de Watergeuzen. Hij verwierf bekendheid door twee opmerkelijke gebeurtenissen in de strijd tussen de Nederlandse opstandelingen en de Spanjaarden tijdens de Tachtigjarige Oorlog.

## Heldendaden
Aan Jan Haring worden de volgende heldendaden toegeschreven. Tijdens de Slag op de Diemerdijk in 1573 zou hij helemaal alleen tegen de Spaanse belagers net zo lang hebben standgehouden, totdat de Geuzen veilig konden ontsnappen. Toen hij zag dat ze op een veilige afstand waren dook hij in het water en zwom, onder een kogelregen, zelf ook naar de veiligheid. Dan blijkt Jan Haring voor een tweede keer een opmerkelijke daad te hebben verricht tijdens de Slag op de Zuiderzee in 1573. Bij het begin van de strijd springt hij aan boord van het Spaanse vlaggenschip waarop Bossu zit. Haring klimt in de mast en snijdt, onder luid gejuich van de Geuzen, de admiraalsvlag van het schip, als hij weer naar beneden klimt wordt hij neergeschoten en valt in zee. De gebeurtenis zorgt ervoor dat veel Spaanse schepen vluchten omdat zij denken dat de slag verloren is. Haring wordt uit het water gevist en opgebaard in het stadhuis van Hoorn, de vlag werd nog tot in 1729 in de Grote Kerk bewaard.

## Vernoemingen en verwijzingen
- In Monnickendam wordt elk jaar de Jan Haring Race gehouden in het eerste weekend van juli, om de heldendaden van deze Geus te vieren.
- In 1959 is er een jongensboek verschenen van Klaas Norel met de titel Jan Haring op de Geuzenvloot.
- In de Belgische stripreeks Jommeke speelt af en toe de bevriende zeevaarder Jan Haring mee.
- In Hoorn is een steeg naar Jan Haring vernoemd